# Knox notesza
A Knox notesza (eredeti cím: Knox Goes Away) 2023-as amerikai bűnügyi filmthriller, amelyet Michael Keaton rendezett és Gregory Poirier írt. A főbb szerepekben Keaton James Marsden, Suzy Nakamura, Joanna Kulig, Ray McKinnon, John Hoogenakker, Lela Loren, Marcia Gay Harden és Al Pacino látható.
A film világpremierje a 48. Torontói Nemzetközi Filmfesztiválon volt 2023. szeptember 10-én, az Egyesült Államokban pedig 2024. március 15-én mutatta be a Saban Films. Magyarországon a FilmBox Premium mutatta be 2024. szeptember 28-án. Általánosságban vegyes véleményeket kapott a kritikusoktól.

## Cselekmény
John Knox egy doktori címmel rendelkező bérgyilkos. Nemrégiben azt vette észre, hogy romlik a memóriája. Amikor egy munka során véletlenül megöli a társát és egy ártatlan nőt, megpróbálja az egészet öngyilkosságnak beállítani, de közben több hibát is elkövet. Egy orvosnál tett látogatás során Knoxnál a demencia egy gyorsan előrehaladó formáját diagnosztizálják, ami miatt már csak néhány hétig marad épelméjű.
Egyik este megjelenik az ajtajában a fia, Miles, akivel már régóta nem beszélt. Vérbe borulva, alig tud beszélni, és segítséget kér apjától, hogy eltussolhasson egy gyilkosságot, amelyet nemrég követett el. Dührohamában Miles megölt egy férfit, aki megerőszakolta a lányát, Knox unokáját. Knox utasítja fiát, hogy maradjon csendben a hatóságok előtt.
Knox kidolgoz egy tervet, ami több lépésből áll, és pontos végrehajtást igényel; a tetthelyen elkezdi eltávolítani a nyomokat, amelyek a fiához vezethetnek. Hogy ne hibázzon, barátja, Xavier segítségét kéri, aki humorral próbálja ellensúlyozni Knox egyre rosszabb állapotát. Eközben Emily Ikari nyomozó nemcsak a Knox által elkövetett hármas gyilkosság ügyében kezd nyomozni, hanem a fia emberölése ügyében is.
Knox bonyolult tervének eredményeképpen a fia bűntettére utaló bizonyítékot találnak nála, és Miles-t letartóztatják, de a laboratóriumi vizsgálatok kiderítik, minden bizonyítékot manipuláltak, amit Knox előre elvégeztetett. A rendőrség ezután összekapcsolja Knoxot a gyilkossággal és a bizonyítékok meghamisításával, ezért letartóztatják. Miles-t szabadon engedik, az immár teljesen demens Knoxot pedig előbb börtönbe, majd egy gondozóközpontba küldik. Mindeközben volt felesége és fia nagy mennyiségű pénzt kap tőle.

## Szereplők
| Szerep                | Színész           | Magyar hang       |
| --------------------- | ----------------- | ----------------- |
| John "Aristotle" Knox | Michael Keaton    | Csankó Zoltán     |
| Miles Knox            | James Marsden     | Markovics Tamás   |
| Emily Ikari nyomozó   | Suzy Nakamura     | Makay Andrea      |
| Annie                 | Joanna Kulig      | Gulás Fanni       |
| Thomas Muncie         | Ray McKinnon      | Papucsek Vilmos   |
| Rale nyomozó          | John Hoogenakker  | Karácsonyi Zoltán |
| Cheryl Knox           | Lela Loren        | Pap Katalin       |
| Ruby Knox             | Marcia Gay Harden | Kiss Erika        |
| Xavier Crane          | Al Pacino         | Faragó András     |
| Philo Jones           | Dennis Dugan      |                   |
| Gelfuso nyomozó       | Jay Paulson       |                   |
| Dr. Burns             | Paul Perri        | Katona Zoltán     |
| Jordan Moore          | Chad Donella      |                   |

### Magyar változat
- Magyar szöveg: Szojka László
- Hangmérnök és vágó: Hegyesi Ákos
- Gyártásvezető: Mészáros Szilvia
- Szinkronrendező: Berzsenyi Márton
- Produkciós vezető: Legény Judit

A szinkront a Laborfilm Szinkronstúdió készítette el.

## A film készítése
2022 májusában jelentették be, hogy Michael Keaton lesz a Knox Goes Away főszereplője és rendezője. A forgatás 2022 decemberében, 25 nap után fejeződött be.

## Bemutató
A filmet a 48. Torontói Nemzetközi Filmfesztivál Special Presentations szekciójában mutatták be 2023. szeptember 10-én. A nemzetközi értékesítésről a FilmNation Entertainment gondoskodott. 2023 novemberében a Saban Films megvásárolta a film amerikai forgalmazási jogait. Az első előzetes 2024. február 14-én jelent meg, a film március 15-én került a mozikba. Május 21-én jelent meg digitális platformokon, egy héttel később pedig Blu-rayen és DVD-n a Lionsgate Home Entertainment forgalmazásában. A HBO Maxon 2024. július 26-án debütált.